# Cantone di Notre-Dame-de-Bondeville
Il Cantone di Notre-Dame-de-Bondeville è una divisione amministrativa dell'arrondissement di Rouen.
A seguito della riforma complessiva dei cantoni del 2014 è passato da 9 a 24 comuni.

## Composizione
Prima della riforma del 2014 comprendeva i comuni di:
- Le Houlme
- Houppeville
- Malaunay
- Montigny
- Notre-Dame-de-Bondeville
- Pissy-Pôville
- Roumare
- Saint-Jean-du-Cardonnay
- La Vaupalière

Dal 2015 comprende i comuni di:
- Betteville
- Carville-la-Folletière
- Croix-Mare
- Écalles-Alix
- Émanville
- Eslettes
- La Folletière
- Fresquiennes
- Fréville
- Goupillières
- Le Houlme
- Houppeville
- Limésy
- Malaunay
- Mesnil-Panneville
- Mont-de-l'If
- Montigny
- Notre-Dame-de-Bondeville
- Pavilly
- Pissy-Pôville
- Roumare
- Saint-Jean-du-Cardonnay
- Sainte-Austreberthe
- La Vaupalière